# Räntenetto
Räntenettot är inom ekonomi skillnaden i absoluta tal mellan ett företags räntekostnader för upptagna lån och ränteintäkter från utställda lån. Termen används ofta specifikt om affärsbanker, och betecknar då nettot mellan vad en bank tar in i ränta på utlånade pengar och vad banken betalar kunderna i form av sparränta. Räntenettot förändras över tiden och är en viktig intäktskälla för bankerna då den till sin natur är stabilare än andra typer av inkomstkällor som exempelvis provisioner eller inkomst från handel med finansiella instrument.